# رشيد بن مسعود الهزاني
رشَيد بن مسعود بن سعد بن سعيدان بن فاضل الهزاني مؤسس الحريق،
هو مؤسس بلدة الحريق في نجد وأول أمرائها نشأ في بلدة نعام، وادي نعام وأسس بلدة الحريق في ذلك الموضع، وذلك عام 1040 هـ (1630 م)